# Вери, Констан
Луи́ Конста́н Вери́ (фр. Louis Constant Wairy; 2 декабря 1778 — 1845) — камердинер Наполеона.

## Биография
Родился 2 декабря 1778 года в Перуэльце, в городке, ставшем французским в результате его аннексии от Бельгии в годы республики.
По его словам, неотлучно находился при особе императора:

Начиная со дня отъезда первого Консула на поле битвы в Маренго, куда я направился вместе с ним, до отъезда императора из Фонтенбло, когда меня заставили расстаться с ним, я не был вместе с императором только дважды, один раз в течение трех дней и другой — в течение
семи или восьми дней. За исключением этих кратких отлучек все остальное время я был неотступной тенью императора.

Написал книгу воспоминаний о Наполеоне.
Насколько это возможно, я старался быть в курсе всего, что написано о моем бывшем хозяине, его семье и дворе. Когда в этих книгах, многие из которых, по правде говоря, являют собой лишь жалкий набор сумбурных фраз, я находил искаженные, ошибочные или клеветнические утверждения, мне доставляло истинное удовольствие восстанавливать истину.

## Образ в кино
- «Мадам Рекамье[нем.]» (немой, Германи, 1920) — актёр Борис Михайлов
- «Битва при Аустерлице» (Франция, Италия, Югославия, 1960) — актёр Жан-Луис Хорбетт